# Angueira
Angueira – miasto w Portugalii, w Regionie Północnym, w gminie Vimioso.  W 2011 miejscowość była zamieszkiwana przez 116 osób.